# Theatron
Theatron (gr. theaomai - przyglądam się, patrzę) – nazwa widowni w teatrze greckim. W teatrze rzymskim widownię nazywano cavea.
Widownia otaczała nieco więcej niż połowę obwodu orchestry. Stopnie widowni rozchodziły się promieniście ku górze i były podzielone na części zwane kerkides, co ułatwiało przejście do poszczególnych miejsc.
W teatrze w Epidauros (Grecja) była złożona z 52 rzędów, dzięki czemu mogła pomieścić 14 tysięcy osób. Teatr Dionizosa miał 14000–17000 miejsc siedzących, natomiast wszystkich widzów mógł pomieścić około 30000.